# サイクロバクター・シバリウス

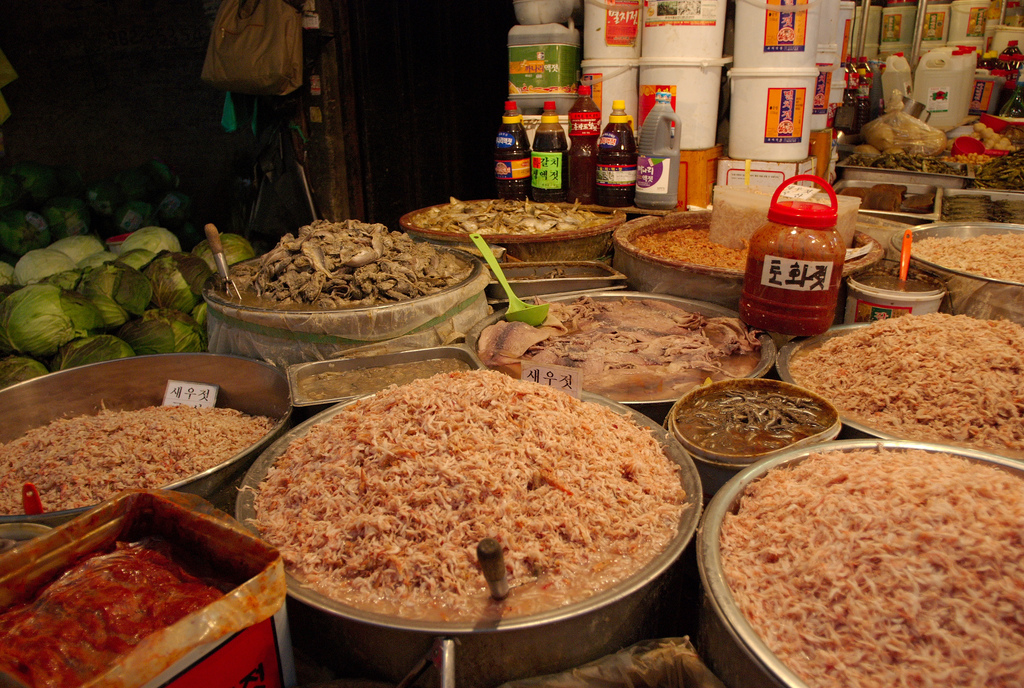
チョッカル

サイクロバクター・シバリウス（Psychrobacter cibarius）はプロテオバクテリア門ガンマプロテオバクテリア綱シュードモナス目モラクセラ科サイクロバクター属の種の一つであり、グラム陰性、非運動性の真正細菌である。韓国の発酵食品であるチョッカルから単離された。